# بیسپکترال

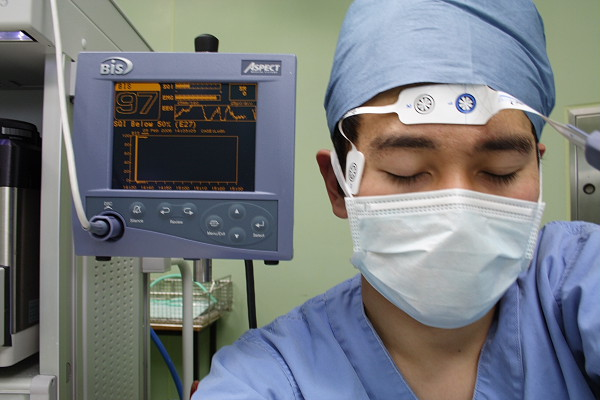
بیس پایش (مانیتورینگ).

اندکس بیسپکترال (به انگلیسی: Bispectral index) یا شاخص دوطیفی و به اختصار بیس یکی از انواع فناوری پزشکی برای اندازه‌گیری عمق بیهوشی در یک فرد است و جایگزین سیستم گِدِل(Guedel system) شده‌است. شاخص دوطیفی در بیهوشی عمومی به هوش‌بر کمک می‌کند تا میزان عامل بیهوشی را با دقت بیشتری از بیمار تا بیمار دیگر تعیین کند. این تکنیک آمار به‌هوش آمدن در طول جراحی را به شدت پایین آورده‌است. الگوریتم روش اندازه‌گیری هوشیاری در بیمار در این سیستم به صورت اسرار شرکتی بوده و قابل کپی‌برداری نیست.

## تاریخ‌چه
شاخص دوطیفی توسط آسپکت مدیکال سیستم در سال ۱۹۹۴ ابداع شد و بر مبنای آنالیز الگوریتمی نوار مغزی بیمار در طول جراحی عمل می‌کند. همراهی این سیستم با یک پایش همزمان همچون ماهیچه‌نگاری برقی (الکترومیوگرافی) به هوش‌بر امکان تجویز عامل بیهوشی در دوز دقیق را اعطا می‌کند. سازمان غذا و داروی آمریکا در سال ۲۰۰۳ آن را در زمره سامانه‌های برتر هوش‌بری اعلام نمود.

## محاسبهٔ بیس

پایشگر بیس

شاخص دوطیفی بر پایه آمار و مجموعه پارامترهای برداشته شده در الکتروانسفالوگرافی و آزمایش‌های مختلف از جمله میزان متابولیک قند خون (گلوکوز) در طول جراحی عمل می‌کند. مجموعه‌ای سنگین از زیرپارامترهای نوار مغزی همراه دامنه آماری زمان-بسامد و طیف آماری آرایش یافته، پایه و اساس محاسبه آن را تشکیل می‌دهد.
واحد تعیین اندکس در مانیتور بیس، عددی بدون ابعاد و قدر مطلق بازه طبیعی بین عدد صفر (برابر با خلسه و سکوت در الکتروانسفالوگرام) و عدد ۱۰۰ (برابر با هوشیاری و بیداری کامل) می‌باشد. طبق شاخص کارخانه سازنده، شاخص دوطیفی بین ۴۰ تا ۶۰ نمایشگر یک بیهوشی کامل برای عمل جراحی است و عمق و روند بیهوشی بیمار را به آنستزیست یا هوش‌بر نمایش می‌دهد.
ماهیت اصلی اشاخص دوطیفی و هسته عملیاتی آن، تبدیل نمودارها و منحنی‌های تفسیری و پیچیده در الکتروانسفالوگرام ثبت شده از فعالیت قشر مغز، به یک عدد مطلق (بازه صفر تا صد) و در نتیجه محاسبه بی‌نقص و دقیق میزان بیهوشی بوده که مرهون سرعت بالای پردازنده‌های رایانه‌ای جدید است.